# Approssimante di Padé

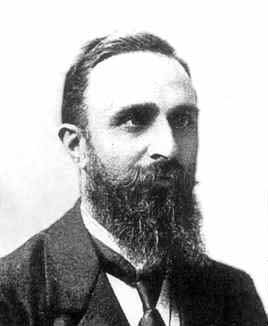
L'approssimante di Padé deve il suo nome a Henri Padé (1863 - 1953), un matematico francese.

In matematica, e più precisamente in analisi complessa, l'approssimante di Padé costituisce un metodo d'approssimazione di una funzione analitica con una funzione razionale. Si può considerare una estensione dello sviluppo della funzione in una serie di Taylor troncata (sviluppo limitato) che costituisce un'approssimazione della funzione con un polinomio.
Come lo sviluppo troncato in serie di Taylor tende ad una serie di potenze intera, che sotto opportune ipotesi converge alla funzione iniziale, l'approssimante di Padé si può associare ad una successione, poiché si esprime come il troncamento di una frazione continua il cui limite è proprio la funzione iniziale. In questo senso le approssimanti fanno parte della vasta teoria delle frazioni continue.
In analisi complessa le approssimanti forniscono uno sviluppo della funzione con un dominio di convergenza a volte più ampio di quello della serie di potenze relativa alla funzione stessa. Esse permettono anche di prolungare alcune funzioni analitiche e di studiare aspetti riguardanti la questione delle serie divergenti. In teoria analitica dei numeri l'approssimante permette di mettere in evidenza la natura di un numero o di una funzione aritmetica come quella chiamata zeta di Riemann. Nell'analisi numerica l'approssimante viene utilizzata ad esempio per valutare il comportamento di una soluzione di un sistema dinamico in aiuto alla teoria delle perturbazioni.
L'approssimante di Padé fu utilizzata per la prima volta da Eulero (1707 - 1783), per dimostrare l'irrazionalità di e, la base del logaritmo naturale. Una tecnica analoga permise a Johann Heinrich Lambert (1707 - 1777) di mostrare l'irrazionalità di π. Fu poi Henri Padé (1863 - 1953) che ne sviluppò la teoria.

## Premessa

### Presentazione dell'argomento

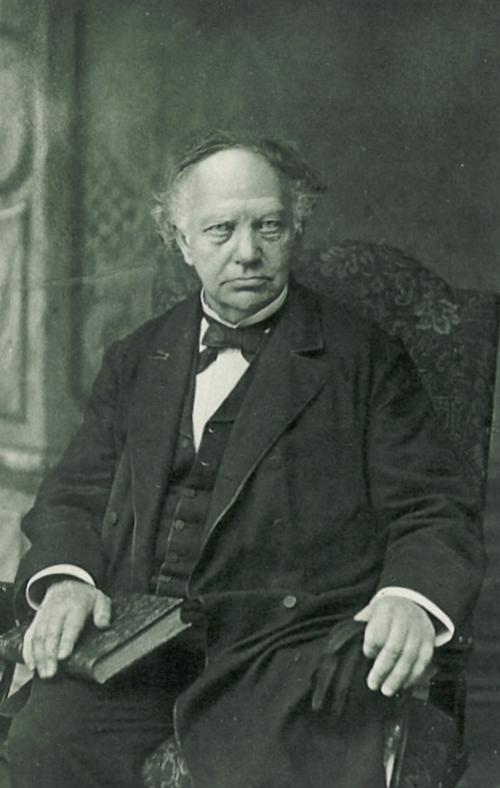
Charles Hermite utilizzò quella che oggi è chiamata approssimante di Padé per dimostrare la trascendenza di e nel 1873

Si sa che è utile poter approssimare una funzione data con una successione di funzioni facilmente studiabili. Questa osservazione fu all'origine della teoria delle serie di potenze che consiste nell'approssimare sempre più precisamente una funzione analitica per mezzo della serie dei suoi sviluppi limitati. La corrispondente teoria, oltre che sulle esigenze di calcolo numerico, influisce su molte altre questioni matematiche. Gli sviluppi limitati e così pure le serie di potenze sono utilizzati, ad esempio, per il calcolo di limiti e per la soluzione di equazioni differenziali.
L'obiettivo dell'approssimante di Padé è, in molti sensi, analogo a quello delle serie di potenze: si tratta di avvicinarsi il più possibile ad una funzione analitica mediante una funzione razionale. Il più possibile vuole dire che, per una coppia di interi positivi (p, q) data, la funzione razionale h(t) / k (t) è tale che    h(t) e k (t) sono polinomi il cui grado non supera rispettivamente p e q, e lo sviluppo di Taylor di questa frazione coincide il più possibile a quello della funzione f(t). 
Di regola i due sviluppi di Taylor coincidono fino all'ordine p + q. Una tale funzione è detta approssimante di Padé della funzione f(t).
Così come è interessante considerare la serie di Taylor di una funzione, è indispensabile studiare la successione delle approssimanti che si avvicinano sempre più alla funzione f. Le serie possono esprimersi sempre come frazioni continue. Nel caso dei polinomi, gli sviluppi limitati sono caratterizzati da un intero positivo, il loro grado, con la cui variabilità si ottiene la serie di potenze. Le approssimanti di Padé sono caratterizzate da una coppia di interi positivi, che portano a una successione a due indici il cui studio risulta più complesso. Anche altre cause rendono l'approccio allo studio di queste approssimanti più complesso. Ad esempio può accadere che la somma, il prodotto, la derivata o la primitiva dell'approssimante di Padé non siano approssimanti di Padé.
Queste successioni però offrono vantaggi che le serie di potenze non hanno: in particolare le dimostrazioni della irrazionalità e della trascendenza di π e di e si servono di questa teoria.
Le successioni delle approssimanti di Padé hanno a volte un altro vantaggio. Certe funzioni inizialmente si sanno trattare mediante serie il cui dominio di convergenza è limitato dalla presenza dei poli; un esempio è dato dalla funzione zeta di Riemann.
Molte espressioni sotto forma di successione di approssimanti di Padé non presentano questo problema. Il fatto che il dominio di convergenza di una serie di approssimanti di Padé sia più ampio rispetto a quello di una serie di potenze è un punto di forza non trascurabile. La fisica o l'astronomia offrono esempi di questa applicazione. Lo studio di un sistema dinamico un po' complesso può richiedere la teoria delle perturbazioni e le soluzioni sono spesso funzioni analitiche espresse sotto forma di serie di potenze, ma la presenza di poli implica a volte un raggio di convergenza troppo piccolo per permettere un'analisi effettivamente utile. Diventa quindi necessario trovare una buona successione di approssimanti di Padé che consenta di studiare la funzione analitica in un dominio di convergenza più ampio.

### Approssimazione mediante frazione continua
Un numero reale costruibile si può approssimare con frazioni continue con la precisione che si desidera. Un ragionamento analogo si può applicare alle funzioni analitiche.
Se t0 è un punto del dominio di definizione della funzione  f e t uno scalare di modulo strettamente inferiore ad r, il raggio di convergenza della f nel punto t0, è possibile sviluppare f in serie di potenze nella maniera seguente: 
f(t0 + t) = α0 + αn1.tn1 + .... dove αn1 e i coefficienti successivi sono scelti diversi da 0. Per questa ragione n1 non è necessariamente uguale a 1. Esiste una funzione analitica f1 tale che 0 appartenga al suo insieme di definizione e:
{\displaystyle f(t_{0}+t)=a_{0}+{\frac {t^{n_{1}}}{f_{1}(t)}}\quad {\text{con}}\quad a_{0}:=\alpha _{0}}
Un ragionamento analogo per la funzione f1, poi per f2, mostra che è possibile scrivere la funzione f nel modo seguente:
{\displaystyle f(t_{0}+t)=a_{0}+{\cfrac {t^{n_{1}}}{a_{1}+{\cfrac {t^{n_{2}}}{f_{2}(t)}}}}=a_{0}+{\cfrac {t^{n_{1}}}{a_{1}+{\cfrac {t^{n_{2}}}{a_{2}+{\cfrac {t^{n_{3}}}{f_{3}(t)}}}}}}=\cdots }
Questo algoritmo permette di approssimare la funzione analitica f con funzioni razionali. Se f è essa stessa una funzione razionale, esiste un valore p tale che fp sia una funzione costante e il processo si arresta; in caso contrario, il processo può continuare quanto si vuole. 
Questa costruzione è analoga a quella che porta ad esprimere i numeri razionali mediante frazioni continue.
Per comodità utilizzeremo le notazioni seguenti, dette di Pringsheim:
{\displaystyle f(t_{0}+t)=a_{0}+{\frac {t^{n_{1}}\mid }{\mid a_{1}}}+{\frac {t^{n_{2}}\mid }{\mid a_{2}}}+{\frac {t^{n_{3}}\mid }{\mid a_{3}}}+\dots }
Se il processo si ferma al pesimo passaggio, si ottiene una funzione razionale che approssima la funzione iniziale f. Questa funzione razionale è un esempio di approssimante di Padé. 
Per ragioni di semplicità prenderemo come valore di t0 lo 0.

### Funzione tangente

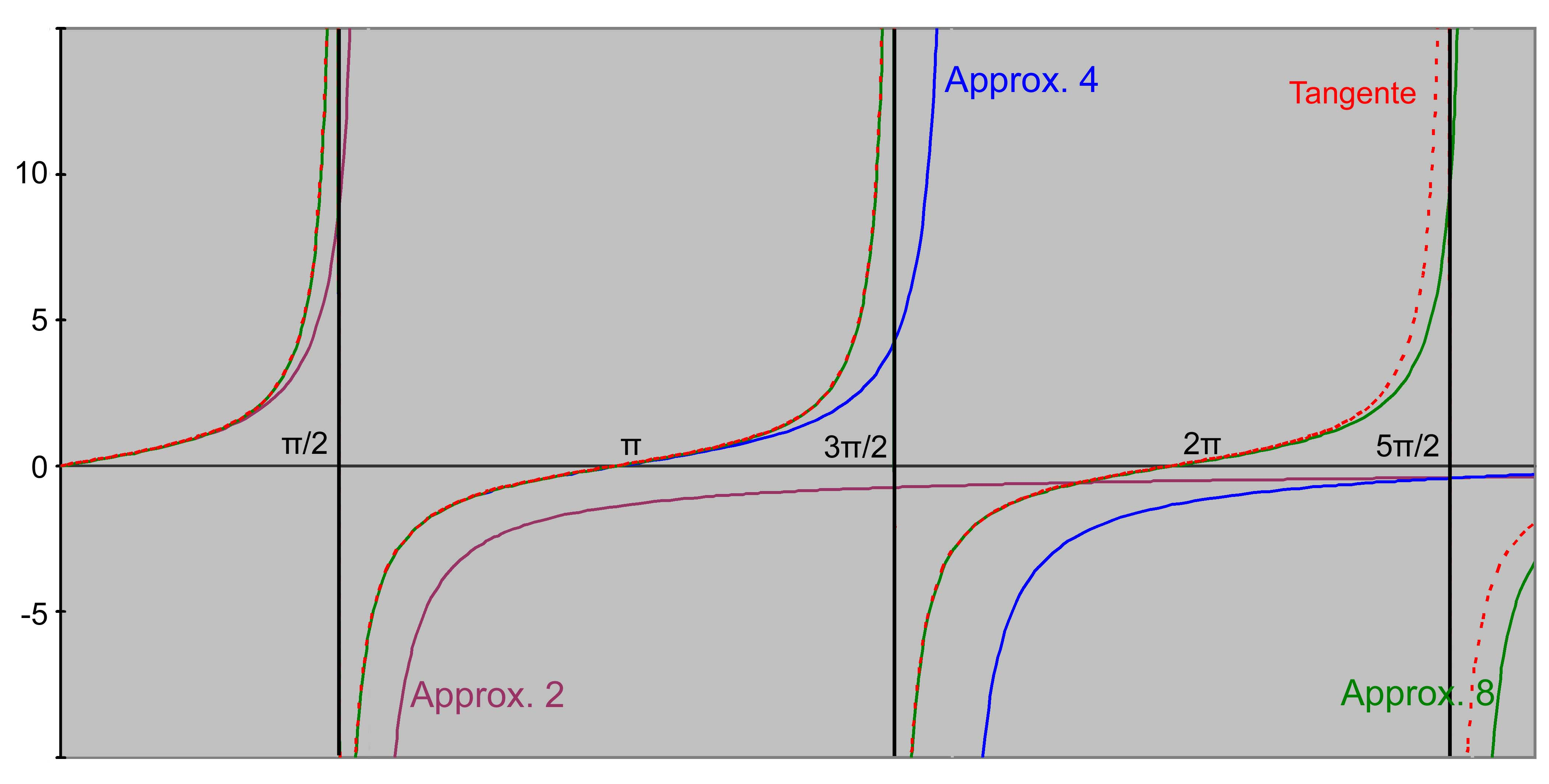
In questo esempio, la serie delle approssimanti di Padé elimina i poli e fornisce un'approssimazione su tutti i numeri reali, eccetto che nei poli.

Per illustrare questo procedimento, consideriamo la funzione tangente, storicamente uno dei primi esempi di funzione analitica di cui sono state calcolate le approssimanti di Padé:
{\displaystyle \tan(t)={\cfrac {t}{1-{\cfrac {t^{2}}{3-{\frac {t^{2}}{5-{\frac {t^{2}}{7-\cdots }}}}}}}}={\frac {t\mid }{\mid 1}}-{\frac {t^{2}\mid }{\mid 3}}-{\frac {t^{2}\mid }{\mid 5}}-{\frac {t^{2}\mid }{\mid 7}}+\cdots }
Un primo calcolo, realizzato da Johann Heinrich Lambert, mostra l'uguaglianza dei due sviluppi ma non ne studia la convergenza, che non è garantita. Un'analisi più precisa mostra che se t non è della forma kπ + π/2, dove k è un intero, il termine di destra tende a tan(t).
Applichiamo l'algoritmo del paragrafo precedente al punto t0 = 0. Il valore a0 è uguale a 0 e n1 a 1. Si ottiene una prima funzione razionale 
h0(t) / k0 (t) che approssima la funzione tangente:
{\displaystyle \tan(t)=0+{\frac {t}{f_{1}(t)}},\quad f_{1}(t)={\frac {t}{\tan(t)}}\quad {\text{e}}\quad h_{0}(t)=0,\;k_{0}(t)=1}
Per procedere conviene esprimere f1 con l'aiuto degli sviluppi in serie di Taylor delle funzioni seno e coseno:
{\displaystyle f_{1}(t)={\cfrac {t\cos(t)}{\sin(t)}}={\cfrac {1-{\frac {t^{2}}{2}}+\cdots }{1-{\frac {t^{2}}{6}}+\cdots }}={1-{\cfrac {(1-1)+({\frac {1}{2}}-{\frac {1}{6}})t^{2}+\cdots }{1-{\frac {t^{2}}{6}}+\cdots }}}=1-{\cfrac {{\frac {t^{2}}{3}}-{\frac {t^{4}}{30}}+\cdots }{1-{\frac {t^{2}}{6}}+\cdots }}=1-{\frac {t^{2}}{f_{2}(t)}}}
Si ottiene una espressione più precisa della funzione tangente:
{\displaystyle \tan(t)=0+{\frac {t\mid }{\mid 1}}-{\frac {t^{2}\mid }{\mid f_{2}(t)}},\quad f_{2}(t)={\cfrac {1-{\frac {t^{2}}{6}}+\cdots }{{\frac {1}{3}}-{\frac {t^{2}}{30}}+\cdots }}\quad {\text{e}}\quad h_{1}(t)=t,\;k_{1}(t)=1}
Se l'espressione in frazione continua è ridotta al minimo denominatore, e se la frazione si denota
hn(t) / kn (t), si possono determinare espressioni definite per ricorrenza di h e k e rappresentare graficamente queste differenti approssimazioni:
{\displaystyle \forall n\geq 2\quad h_{n}(t)=(2n-1)h_{n-1}(t)-t^{2}h_{n-2}(t)\quad {\text{e}}\quad k_{n}(t)=(2n-1)k_{n-1}-t^{2}k_{n-2}(t)}
Le approssimazioni successive permettono di eliminare i poli della funzione tangente. Sui reali positivi, la seconda approssimazione, in viola nella figura, simula il primo polo con un asintoto in √3 anziché in π/2. La quarta approssimazione, in blu nell'intervallo [0, π] non differisce in misura visibile dalla funzione tangente, in rosso nel grafico. Essa però presenta due poli reali positivi. L'ottava approssimazione, in verde, coincide con la funzione tangente nell'intervallo [0, 2π] e possiede 4 poli positivi di cui 3 sono visibili nella figura. In generale, se n è un intero strettamente positivo ed ε un numero reale strettamento positivo, la serie delle approssimanti converge uniformemente sull'insieme degli intervalli [0, π/2 - ε] e [(2j-1) π/2 - ε, (2j+1) π/2 + ε] dove j varia da 1 a n.
Questa proprietà di eliminare i poli è uno dei punti di forza delle approssimanti di Padé; questo vantaggio è ancora più marcato se si devono trattare funzioni complesse di variabile complessa. A differenza delle serie di potenze, le approssimanti di Padé forniscono delle informazioni sulla funzione tangente al di fuori del cerchio di raggio π/2. Questa proprietà, ad esempio, è utilizzata per lo studio della funzione zeta di Riemann. Inoltre, più semplicemente, questa frazione continua è lo strumento principale con cui viene dimostrata l'irrazionalità di π.

### Funzione esponenziale
È possibile applicare un algoritmo simile alla funzione esponenziale; nei primi passi si ottengono le seguenti coppie di polinomi i cui rapporti forniscono le approssimazioni:
{\displaystyle {\begin{aligned}h_{0}(t)&=1+t,&h_{1}(t)&=6+4t+t^{2},&h_{2}(t)&=60+36t+9t^{2}+t^{3}\\k_{0}(t)&=1,&k_{1}(t)&=6-2t,&k_{2}(t)&=60-24t+3t^{2}\end{aligned}}} .
Si trova poi la formula di ricorrenza:
{\displaystyle \forall p\geq 2\quad h_{p}(t)=(2p+1+t)h_{p-1}(t)+(2p+1)k_{p-1}(-t)\quad {\text{et}}\quad k_{p}(t)=(2p+1+t)k_{p-1}(t)+(2p+1)h_{p-1}(-t)} ;
da questa si deduce una espressione in frazione continua:
{\displaystyle \exp(x)=1+x+{\frac {{\frac {1}{2}}x^{2}\mid }{\mid 1-{\frac {1}{3}}x}}+{\frac {{\frac {1}{36}}x^{2}\mid }{\mid 1-{\frac {1}{15}}x}}+{\frac {{\frac {1}{100}}x^{2}\mid }{\mid 1-{\frac {1}{35}}x}}+\cdots }
L'algoritmo utilizzato qui è un po' differente. I numeratori non sono più delle costanti ma delle funzioni affini. Resta però valida una proprietà: lo sviluppo di Taylor delle frazioni hp / kp di ordine uguale alla somma dei gradi del numeratore e del denominatore è identico a quello della funzione esponenziale.
Esistono molteplici espressioni differenti della funzione esponenziale sotto forma di frazione continua. Questo comporta una serie di quesiti di ordine generale sulle approssimazioni con frazioni razionali di una funzione analitica. Quattro sono particolarmente importanti agli occhi di Padé: per una coppia di interi strettamente positivi (p, q), esiste una frazione continua  h(x) / k(x) tale che h(x) sia un polinomio di grado p, k(x) un polinomio di grado q e tale che la frazione continua abbia lo stesso sviluppo di Taylor di ordine p + q   della funzione esponenziale? Esistono delle relazioni definite per ricorrenza che permettono di passare da un'approssimante all'altra con l'aiuto di formule analoghe presentate in questo esempio? Queste formule definite per ricorrenza permettono di trovare delle frazioni continue? Infine queste frazioni continue convergono verso la funzione obiettivo?
Queste risposte, tutte positive per la funzione esponenziale, sono trattate approfonditamente da Padé che riporta proprio questo esempio per introdurre la sua teoria.

## Definizioni e prime proprietà

### Definizioni
Denotiamo con f(t) una funzione analitica in 0 che non si annulla in 0. Il fatto che questa funzione non si annulli in 0 non limita la generalità della trattazione: se g(t) è una funzione analitica in 0, esiste necessariamente un n tale che g(t) sia uguale a tnf(t), dove f è una funzione che soddisfa le ipotesi precedenti. 
Con p e q denotiamo due interi positivi.
Per Padé la prima questione associata alla sua teoria è: dati p e q, esiste una frazione continua h(x) / k(x) tale che h(x) sia un polinomio di grado p, k(x) un polinomio di grado q e tale che la frazione continua abbia lo stesso sviluppo di Taylor di ordine p + q della f(t)? Questa domanda porta alla seguente definizione:
- Un'approssimante di Padé di indice (p,q) della funzione f(t) designa una funzione razionale h(t) / k(t) tale che il grado dei polinomi h(t) e k(t) siano inferiori o uguali rispettivamente a p e q e che lo sviluppo di Taylor di ordine p + q della frazione sia identico a quello della funzione f(t) in 0.[3]

Anche se questa definizione viene spesso ripresa, essa non è totalmente soddisfacente. Per rendersene conto la cosa più semplice è considerare il caso in cui f(t)  sia uguale a 1 + t2. Cerchiamo l'approssimazione di indice (1,1) :
se a + bt designa il numeratore, il suo prodotto con la funzione f(t) non deve riportare il termine di secondo grado, e questo implica che a deve essere nullo. Il numeratore deve essere quindi uguale a bt. Si ottiene così la seguente uguaglianza:
{\displaystyle bt(1+t^{2})-bt=bt^{3}\;}
Ma, una volta semplificati i fattori comuni di h(t) e k(t), si ottiene per approssimante la funzione costante 1. Questo esempio mostra che non esiste un'approssimante di Padé di indice (1,1). Per questa ragione si rende necessaria una seconda definizione. Non si considera più una frazione che approssima la funzione f all'ordine p + q, ma unicamente quella che approssima meglio f :
- i termini sinonimi di frazione ridotta e ridotta di indice (p,q) della funzione f(t) designano una frazione razionale h(t) / k(t) tale che i gradi dei polinomi h(t) e k(t) siano inferiori o uguali rispettivamente a p e q e tale che non esista alcuna funzione razionale u(t) / v(t), i cui gradi siano inferiori o uguali rispettivamente a p e q, e il cui sviluppo di Taylor coincida con quello di f(t) ad un ordine maggiore o uguale dell'ordine in cui lo sviluppo di Taylor di h(t) / k(t) coincide con quello di f(t). La ridotta di indice (p,q) si denota a volte con f[p,q](t).

### Prime proprietà
La definizione di ridotta, meno restrittiva di quella di approssimante di Padé, attenua l'assenza di una risposta positiva alla prima questione. Le due definizioni sono relativamente vicine:
- Se una funzione razionale è una ridotta, allora esiste una coppia di numeri naturali tale per cui questa frazione sia un'approssimante di Padé avente come indice questa coppia.

Per l'esempio precedente, la funzione costante 1 è la ridotta di indice (1,1) della funzione
1 + t2. La funzione costante 1 è anche un'approssimante di Padé degli indici (0,0), (1,0) e (0,1). Un risultato essenziale per questa teoria garantisce non solo l'esistenza di una ridotta ma, sotto certe condizioni, anche la sua unicità:
- Per ogni coppia (p, q), esiste una ridotta h(t) / k(t) d'indice (p, q) della funzione f(t). Imponendo che h(t) e k(t) siano primi tra loro e che k(t) abbia un coefficiente costante uguale a 1, allora h(t) e k(t) sono uniche.[4]

Le analogie con la frazione continua sono molteplici, e questo giustifica un vocabolario comune. Certi risultati assomigliano a quelli delle frazioni continue:
- La funzione f(t) è una frazione continua in un intorno di 0 se e soltanto se esiste una coppia di interi naturali (m, n) tale che ogni ridotta di indice (p, q) con p maggiore di m e q maggiore n sia uguale alla ridotta di indice (m, n).
- Siano u(t) e v(t) due polinomi di gradi rispettivamente m e n. Se la funzione razionale u(t) / v(t) possiede lo stesso sviluppo di ordine m + n della funzione f(t), allora coincide con la ridotta di indice (m, n) di.

### Tavola di Padé
Un metodo per presentare le approssimanti è la tavola di Padé. Essa consiste in una tavola a doppia entrata che in linea di principio potrebbe estendersi quanto si vuole, in cui la casella di coordinate p e q contiene la ridotta di indice (p, q). 
Non è detto però che le funzioni razionali nelle caselle siano tutte differenti, come ad esempio mostra la tavola della funzione arctan(t)/ t:
| Tavola di Padé arctan(t)/t | 0                                                                                             | 1                                                                                             | 2 | 3 | 4 |
| -------------------------- | --------------------------------------------------------------------------------------------- | --------------------------------------------------------------------------------------------- | --- | --- | --- |
| 0                          | {\displaystyle {\color {Blue}1}\;}                                                            | {\displaystyle {\color {Blue}1}\;}                                                            | {\displaystyle {\color {Red}1-{\frac {1}{3}}t^{2}}}                                                           | {\displaystyle {\color {Red}1-{\frac {1}{3}}t^{2}}}                                                           | {\displaystyle {\color {Violet}1-{\frac {1}{3}}t^{3}+{\frac {1}{5}}t^{4}}}                                                          |
| 1                          | {\displaystyle {\color {Blue}1}\;}                                                            | {\displaystyle {\color {Blue}1}\;}                                                            | {\displaystyle {\color {Red}1-{\frac {1}{3}}t^{2}}}                                                           | {\displaystyle {\color {Red}1-{\frac {1}{3}}t^{2}}}                                                           | {\displaystyle {\color {Violet}1-{\frac {1}{3}}t^{3}+{\frac {1}{5}}t^{4}}}                                                          |
| 2                          | {\displaystyle {\color {Maroon}{\frac {1}{1+{\frac {1}{3}}t^{2}}}}}                           | {\displaystyle {\color {Maroon}{\frac {1}{1+{\frac {1}{3}}t^{2}}}}}                           | {\displaystyle {\color {Plum}{\frac {1+{\frac {4}{15}}t^{2}}{1+{\frac {9}{15}}t^{2}}}}}                       | {\displaystyle {\color {Plum}{\frac {1+{\frac {4}{15}}t^{2}}{1+{\frac {9}{15}}t^{2}}}}}                       | {\displaystyle {\color {BrickRed}{\frac {1+{\frac {8}{21}}t^{2}+{\frac {4}{105}}t^{4}}{1+{\frac {5}{7}}t^{2}}}}}                    |
| 3                          | {\displaystyle {\color {Maroon}{\frac {1}{1+{\frac {1}{3}}t^{2}}}}}                           | {\displaystyle {\color {Maroon}{\frac {1}{1+{\frac {1}{3}}t^{2}}}}}                           | {\displaystyle {\color {Plum}{\frac {1+{\frac {4}{15}}t^{2}}{1+{\frac {9}{15}}t^{2}}}}}                       | {\displaystyle {\color {Plum}{\frac {1+{\frac {4}{15}}t^{2}}{1+{\frac {9}{15}}t^{2}}}}}                       | {\displaystyle {\color {BrickRed}{\frac {1+{\frac {8}{21}}t^{2}+{\frac {4}{105}}t^{4}}{1+{\frac {5}{7}}t^{2}}}}}                    |
| 4                          | {\displaystyle {\color {ForestGreen}{\frac {1}{1+{\frac {1}{3}}t^{2}-{\frac {4}{45}}t^{4}}}}} | {\displaystyle {\color {ForestGreen}{\frac {1}{1+{\frac {1}{3}}t^{2}-{\frac {4}{45}}t^{4}}}}} | {\displaystyle {\color {Black}{\frac {1+{\frac {11}{21}}t^{2}}{1+{\frac {6}{7}}t^{2}+{\frac {3}{35}}t^{4}}}}} | {\displaystyle {\color {Black}{\frac {1+{\frac {11}{21}}t^{2}}{1+{\frac {6}{7}}t^{2}+{\frac {3}{35}}t^{4}}}}} | {\displaystyle {\color {Brown}{\frac {1+{\frac {7}{9}}t^{2}+{\frac {64}{945}}t^{4}}{1+{\frac {10}{9}}t^{2}+{\frac {5}{21}}t^{4}}}}} |
| 5                          | {\displaystyle {\color {ForestGreen}{\frac {1}{1+{\frac {1}{3}}t^{2}-{\frac {4}{45}}t^{4}}}}} | {\displaystyle {\color {ForestGreen}{\frac {1}{1+{\frac {1}{3}}t^{2}-{\frac {4}{45}}t^{4}}}}} | {\displaystyle {\color {Black}{\frac {1+{\frac {11}{21}}t^{2}}{1+{\frac {6}{7}}t^{2}+{\frac {3}{35}}t^{4}}}}} | {\displaystyle {\color {Black}{\frac {1+{\frac {11}{21}}t^{2}}{1+{\frac {6}{7}}t^{2}+{\frac {3}{35}}t^{4}}}}} | {\displaystyle {\color {Brown}{\frac {1+{\frac {7}{9}}t^{2}+{\frac {64}{945}}t^{4}}{1+{\frac {10}{9}}t^{2}+{\frac {5}{21}}t^{4}}}}} |

Qui le stesse funzioni razionali sono associate allo stesso colore. Si nota che le funzioni analoghe tra loro sono distribuite su quadrati, eccetto quelle della colonna 4, poiché manca la colonna 5.
Questa proprietà non è caratteristica della sola funzione arcotangente:
- Sia h(t) / k(t) la ridotta di f(t), una funzione analitica che non è una funzione razionale. Qui, h(t) e k(t) designano due polinomi primi tra loro, di grado rispettivamente  p e q e tale che il coefficiente costante di k(t) sia uguale a 1. Sia ω il più grande intero tale che gli sviluppi di Taylor della ridotta e di f(t) coincidano fino all'ordine p + q +  ω. L'insieme degli indici associati alla ridotta h(t) / k(t) è costituito dalle coppie (p + i, q + j) tale che i e j descrivono l'insieme degli interi compresi (in senso stretto) tra 0 e ω.

Nel caso in cui f sia una funzione razionale il risultato è lo stesso, ma ω può assumere il valore infinito.